# Sumatraanse pauwfazant
De Sumatraanse pauwfazant (Polyplectron chalcurum) is een vogel uit de familie fazantachtigen (Phasianidae). De wetenschappelijke naam van de soort is voor het eerst geldig gepubliceerd in 1831 door Lesson.

## Voorkomen
De soort is endemisch op Sumatra en telt twee ondersoorten:
- P. c. scutulatum: noordelijk Sumatra.
- P. c. chalcurum: zuidelijk Sumatra.

## Beschermingsstatus
Op de Rode Lijst van de IUCN heeft de soort de status niet bedreigd.